# Werbell
Werbell war eine britische Automobilmarke, die von 1907 bis 1909 von W. & E. Raikes-Bell in Dundee (Schottland) Autos  hergestellt hat.
Das einzige Modell, der 25 hp, wurde von einem wassergekühlten Vierzylinder-Reihenmotor mit 4,1 Liter Hubraum angetrieben und besaß einen zeittypischen Tourenwagenaufbau.
Die Marke wurde wenig bekannt und war bald wieder vom Markt verschwunden.

## Modelle
| Modell | Bauzeitraum | Zylinder | Hubraum  | Radstand |
| ------ | ----------- | -------- | -------- | -------- |
| 25 hp  | 1907–1909   | 4 Reihe  | 4084 cm³ |          |

## Quelle
- David Culshaw & Peter Horrobin: The Complete Catalogue of British Cars 1895–1975. Veloce Publishing plc. Dorchester (1999). ISBN 1-874105-93-6